# Château Bouvet-Ladubay
Le Château Bouvet-Ladubay est un château situé à Saumur, en France.

## Localisation
Le château est situé dans le département français de Maine-et-Loire, sur la commune de Saumur.

## Historique
L'édifice est inscrit au titre des monuments historiques en 1997.